# ETL
提取转换加载（英語：Extract, transform, load，简称ETL），用來描述將資料從來源端經過抽取、轉换、載入至目的端的過程。ETL一詞較常用在資料倉儲，但其對象並不限於資料倉儲。

## ETL與ELT
ETL所描述的過程，一般常見的作法包含ETL或是ELT（Extract-Load-Transform），並且混合使用。通常愈大量的資料、複雜的轉換邏輯、目的端為較強運算能力的資料庫，愈偏向使用ELT，以便運用目的端資料庫的平行處理能力。

## 工具
ETL（或ELT）的流程可以用任何的程式語言去開發完成，由於ETL是極為複雜的過程，而手寫程式不易管理，有愈來愈多的企業採用工具協助ETL的開發，並運用其內建的元数据（metadata）功能來儲存來源與目的的對應（mapping）以及轉換規則。
工具並可以提供較強大的連接功能（connectivity）來連接來源及目的端，開發人員不用去熟悉各種相異的平台及資料的結構，亦能進行開發。